# 烏利別亞河
烏利別亞河是俄羅斯的河流，由哈巴羅夫斯克邊疆區負責管轄，河道全長399公里，流域面積13,500平方公里，河水主要來自雨水和融雪，最終注入鄂霍次克海，每年十月至翌年五月結冰，是鮭魚的產卵地。